# Mes meilleures amies
Pour l'article concernant les demoiselles d'honneur, voir demoiselle d'honneur.
Pour plus de détails, voir Fiche technique et Distribution.
Mes meilleures amies ou Demoiselles d'honneur au Québec (Bridesmaids) est une comédie américaine réalisée par Paul Feig, écrite par Kristen Wiig et Annie Mumolo, sortie en salles en 2011. Le film raconte l'histoire d'une jeune femme à la vie morne, Annie Walker, interprétée par Kristen Wiig, qui se retrouve demoiselle d'honneur de sa meilleure amie, incarnée par Maya Rudolph, mais doit composer avec le caractère des quatre autres amies de cette dernière, également demoiselles d'honneur, qui sont jouées par Rose Byrne, Melissa McCarthy, Wendi McLendon-Covey et Ellie Kemper. Parmi les seconds rôles, on retrouve Chris O'Dowd, Jon Hamm et Jill Clayburgh, dont c'est le dernier rôle au cinéma.
Wiig et Mumolo ont écrit le scénario après que la première a tenu un rôle dans la comédie du producteur Judd Apatow, En cloque, mode d'emploi, en 2007. Porté par un casting très majoritairement féminin, tourné avec un budget relativement modeste de 32,5 millions de dollars et produit par Apatow Productions, Relativity Media et Universal Pictures, qui le distribue, Mes meilleures amies sort en salles le 13 mai 2011 aux États-Unis et le 10 août 2011 en France et rencontre à la fois un accueil critique favorable et un succès commercial, rapportant 26 millions de dollars au box-office américain pour son premier week-end en salles, avant de finir avec un total de 169,1 millions de dollars de recettes aux États-Unis et 289,3 millions de dollars de recettes mondiales, surpassant à ce jour En cloque, mode d'emploi et ses 219 millions de dollars de recettes mondiales en 2007 comme film le plus lucratif d'Apatow Productions. Il a reçu un taux d'approbation de 90 % sur le site Rotten Tomatoes et a servi comme pierre de touche dans la discussion sur les femmes dans les comédies,,.
Le film a été nommé lors de la 69e cérémonie des Golden Globes dans les catégories meilleure actrice dans un film musical ou une comédie pour Kristen Wiig et meilleur film musical ou comédie, ainsi que lors de la 84e cérémonie des Oscars dans les catégories meilleure actrice dans un second rôle pour Melissa McCarthy et meilleur scénario original. Ce film a été salué pour son humour audacieux et son approche héroïque du thème des amitiés féminines, défiant les stéréotypes souvent associés aux comédies romantiques.

## Synopsis
La vie d'Annie Walker, trentenaire, n'est pas facile : son magasin de pâtisserie a fait faillite, son petit ami l'a quittée et ses économies sont au plus bas. Elle se retrouve donc réduite à travailler dans une bijouterie. Elle doit également composer avec Ted, amant égocentrique et goujat, et deux colocataires, un frère et une sœur d'une complicité un peu perverse. Sa seule source de réconfort est sa meilleure amie depuis l'enfance, Lillian, qui, fiancée à un riche banquier, lui propose d'être sa demoiselle d'honneur, ce qu'elle accepte aussitôt, mais avec crainte. Lors de la fête de fiançailles, Annie rencontre les quatre autres demoiselles d'honneur : Rita, cousine désabusée de Lillian et dotée de plusieurs garçons qu'elle supporte mal, Becca, l'amie idéaliste et ingénue, Megan, la future belle-sœur et Helen, épouse « parfaite » du patron du fiancé, dont l'amitié avec Lillian rend Annie jalouse.
Sur le chemin du retour, Annie est arrêtée par un officier de police en raison de ses feux arrière cassés. Ce dernier, très amical après avoir appris qu'elle tenait le magasin de pâtisserie de son quartier, ne lui dresse pas de contravention à condition qu'elle fasse la réparation. Il lui laisse aussi ses coordonnées.
Annie tente d'imposer ses idées : elle emmène la future mariée et les demoiselles d'honneur dîner dans un restaurant-grill brésilien, puis, dans une boutique afin de tester des robes (faute de réservation, c'est Helen qui réussit à leur faire ouvrir la boutique). À l'exception d'Helen qui avait refusé de manger de la viande, elles sont victimes d'une intoxication alimentaire qui se déclare lors des essayages.
Annie veut organiser une fête sur le thème de Paris puis une autre dans le chalet familial de Lilian, mais elle est contrée par Helen qui propose Las Vegas. Annie refuse le billet de première et se retrouve seule du groupe en classe économique. Très anxieuse en avion, elle accepte des cachets et de l'alcool proposés par Helen et déclenche un incident en cabine, ce qui oblige le personnel de bord à faire débarquer d'urgence les six femmes, au Wyoming. Dans le bus du retour, Annie demande à Lilian de l'excuser mais celle-ci lui annonce qu'elle préfère qu'Helen prenne en charge les préparatifs.
Pour se remonter le moral, Annie contacte Nathan Rhodes, le policier, avec qui elle commence à flirter. Il l'encourage à ouvrir une nouvelle pâtisserie, mais, après une nuit ensemble, elle le quitte, offensée qu'il ait acheté ingrédients pour gâteau et fournitures de cuisine en espérant relancer son rêve.
Les tuiles s'accumulent pour Annie qui est renvoyée de son emploi et contrainte de s'installer chez sa mère. Elle se rend à la fête organisée par Helen pour découvrir que cette dernière lui a emprunté le thème de Paris, en le bonifiant. Excédée, elle pète les plombs et Lillian l'oblige à quitter les lieux.
À cause d'un accident de voiture sans gravité, elle contacte Rhodes, qui la rejette en lui expliquant qu'il n'approuve pas son comportement (la rupture, les feux arrière non réparés…). Ted débarque en voiture de sport pour la raccompagner mais n'a rien d'autre à lui offrir que ses avances sexuelles et elle décide de rentrer à pied. Quelques jours plus tard, recluse, elle reçoit la visite de Megan qui lui demande énergiquement de cesser de se mortifier tout en accusant la terre entière de ses problèmes.
Le jour du mariage, Helen débarque chez Annie car Lilian a disparu. Helen s'excuse en pleurs de l'avoir rabaissée. Annie contacte Nathan, mais ce dernier lui en veut encore et l'ignore dans un premier temps, alors qu'Annie fait tout pour le faire réagir (elle fait des allers-retours devant sa voiture garée en buvant de l'alcool, en conduisant vite ou en l'insultant). Nathan finit par réagir et parvient à obtenir la localisation du portable de Lilian.
Elle est en fait cachée dans son propre appartement car effrayée par le changement de vie qui l'attend et le sérieux stressant des préparatifs d'Helen. Rassurée par Annie, elle se prépare enfin pour le mariage et le programme est tenu. Annie se réconcilie avec Helen juste avant de découvrir Rhodes qui l'attend (initiative d'Helen ?). Le couple s'embrasse et part en voiture de police. La scène finale montre les personnages danser sur Hold On, de Wilson Phillips, coupée par une sextape alimentaire entre Megan et Jon, un policier de l'air qu'elle a rencontré dans l'avion.

## Fiche technique
- Titre : Mes meilleures amies
- Titre original : Bridesmaids
- Réalisation : Paul Feig

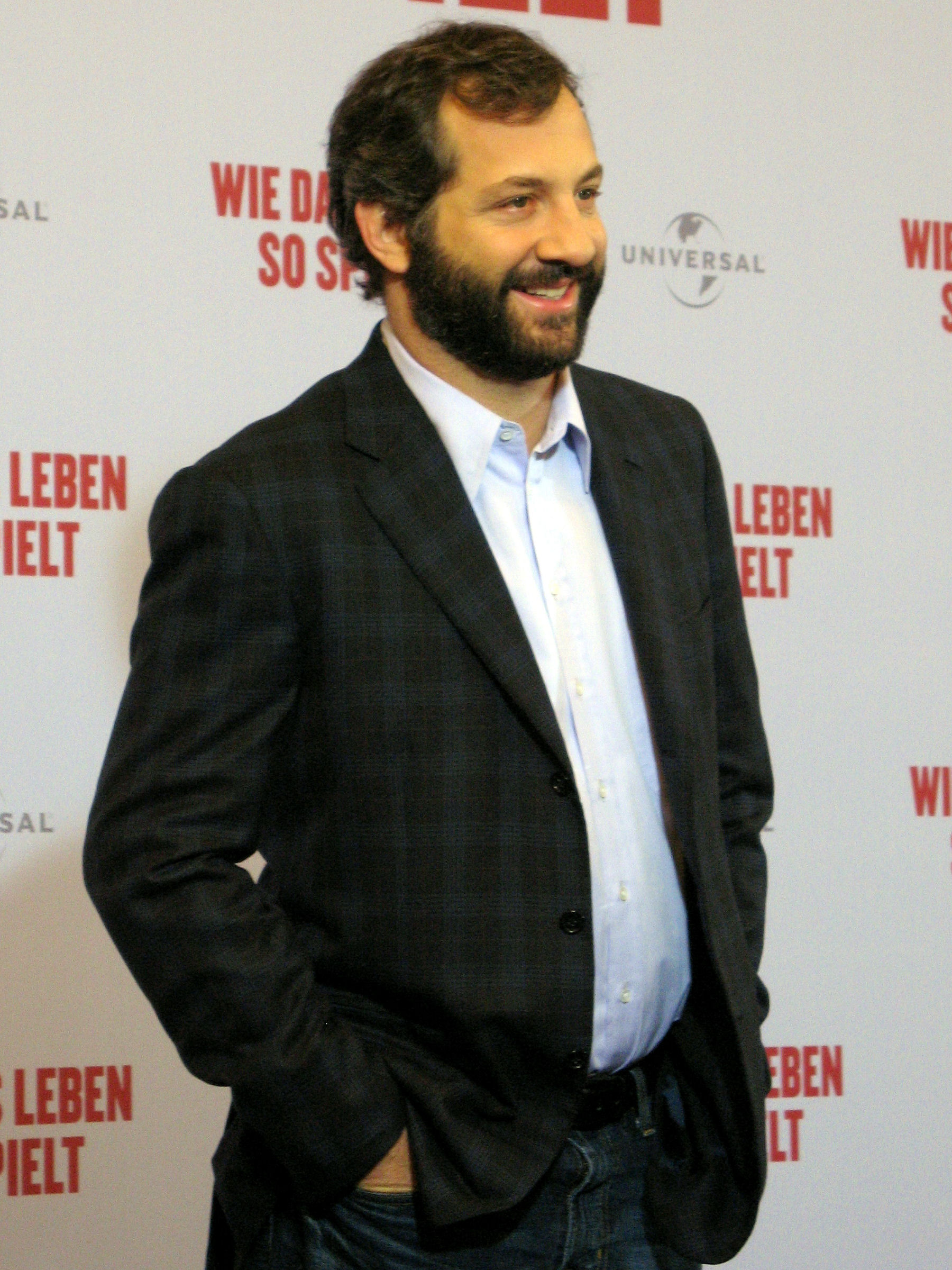
Judd Apatow, producteur du film et celui qui a proposé à Kristen Wiig d'écrire son premier scénario.

- Scénario : Kristen Wiig et Annie Mumolo
- Musique : Michael Andrews
- Supervision de la musique : Jonathan Karp
- Directeur de la photographie : Robert D. Yeoman
- Montage : William Kerr et Michael L. Sale
- Direction artistique : Keith P. Cunningham
- Décors : Jefferson Sage
  - Décors de plateau : Douglas A. Mowat
- Costumes : Leesa Evans et Christine Wada
- Production : Judd Apatow, Barry Mendel et Clayton Townsend (en)
  - Coproduction : Kristen Wiig et Annie Mumolo
  - Production exécutive : Paul Feig
- Sociétés de production : Universal Pictures, Relativity Media et Apatow Productions
- Société de distribution :  Universal Pictures •  Universal Pictures International (UIP)
- Budget : 32,5 millions de dollarsUS[5]
- Pays d'origine :  États-Unis
- Langue originale : anglais
- Format : couleur – 35mm, cinéma numérique – 2,35:1 — son Dolby Digital, Digital Theater System et SDDS
- Durée : 125 minutes • 130 minutes (version non censurée)
- Genre : comédie, romance
- Classification : 
  -  R (Restricted) (visa no 46648)[n 1]
  -  Tous publics (visa d'exploitation no 129922 délivré le 7 juin 2011[6])
  -  : 13+ (Québec)[7]

### Dates de sortie
La première présentation en salles de Mes meilleures amies s'est faite à Westwood, en Californie, où il fut diffusé le 28 avril 2011, avant de connaître une large diffusion aux États-Unis le 13 mai 2011. En France, le film a été présenté au Festival du film de Cabourg le 16 juin 2011, puis le 5 juillet 2011 au Festival Paris Cinéma.
Liste des dates de sortie en salles classées par ordre chronologique ,:
- Canada,  États-Unis,  Roumanie et  Slovénie : 13 mai 2011
- Islande : 8 juin 2011
- Hongrie : 9 juin 2011
- Australie : 9 juin 2011 (sortie limitée), 16 juin 2011
- Kazakhstan et  Russie : 23 juin 2011
- Irlande et  Royaume-Uni : 24 juin 2011
- Grèce,  Israël,  Malaisie,  Pays-Bas,  Norvège et  Portugal : 7 juillet 2011
- Estonie : 8 juillet 2011
- Philippines : 20 juillet 2011
- Danemark,  Allemagne et  Singapour : 21 juillet 2011
- Finlande,  Lituanie et  Suède : 22 juillet 2011
- Pologne : 29 juillet 2011
- Belgique: 3 août 2011
- France : 10 août 2011
- Espagne : 12 août 2011
- Italie : 19 août 2011
- Thaïlande : 25 août 2011
- Turquie : 2 septembre 2011
- Mexique et  Panama : 9 septembre 2011
- Hong Kong : 15 septembre 2011
- Argentine : 22 septembre 2011
- Brésil et  Uruguay : 23 septembre 2011
- Chili : 3 novembre 2011
- Japon : 28 avril 2012

## Distribution
- Kristen Wiig (VF : Marie Giraudon ; VQ : Viviane Pacal) : Annie Walker
- Maya Rudolph (VF : Barbara Delsol ; VQ : Julie Beauchemin) : Lillian Donovan
- Rose Byrne (VF : Pascale Chemin ; VQ : Mélanie Laberge) : Helen Harris III
- Melissa McCarthy (VF : Véronique Alycia ; VQ : Pascale Montreuil) : Megan Price
- Wendi McLendon-Covey (VF : Vanina Pradier ; VQ : Isabelle Miquelon) : Rita
- Ellie Kemper (VF : Cindy Tempez ; VQ : Manon Arsenault) : Becca
- Chris O'Dowd (VF : Raphaël Cohen ; VQ : Tristan Harvey) : l'officier Nathan Rhodes
- Jon Hamm (VF : David Kruger ; VQ : Pierre Chagnon) : Ted (non crédité)
- Jill Clayburgh (VF : Marie Marczack ; VQ : Madeleine Arsenault) : Judy Walker
- Rebel Wilson (VF : Gaëlle Marie ; VQ : Claudia-Laurie Corbeil) : Brynn
- Matt Lucas (VF : Mathias Kozlowski ; VQ : Olivier Visentin) : Gil
- Michael Hitchcock (VF : Pierre-François Pistorio ; VQ : Pierre Auger) : Don Cholodecki
- Ben Falcone (VF : Charles Borg) : Jon, le policier de l'air
- Jessica St. Clair (VQ : Valérie Gagné) : Whitney
- Andy Buckley : Perry Harris
- Tim Heidecker : Doug Price
- Terry Crews (VF : Frantz Confiac) : Rodney, l'instructeur du camp d'entraînement
- Franklyn Ajaye (VF : Philippe Dumond) : le père de Lillian
- Richard Riehle : Bill Cozbi
- Kali Hawk : Kaluha
- Melanie Hutsell : Carol, la partenaire de tennis d'Annie
- Greg Tuculescu : Kevin
- Molly Buffington : la belle-fille d'Helen
- Matt Bennett : le beau-fils d'Helen
- Annie Mumolo : la femme nerveuse dans l'avion
- Dana Powell : Claire, l'hôtesse de l'air
- Mitch Silpa (VF : Stéphane Pouplard ; VQ : François Godin) : Steve, le steward
- Wilson Phillips : elles-mêmes

Source et légende : Version française (V.F.) sur RS Doublage et Carton de doublage du DVD Zone 2, Version québécoise (V.Q.) sur Doublage Québec

## Production

### Développement

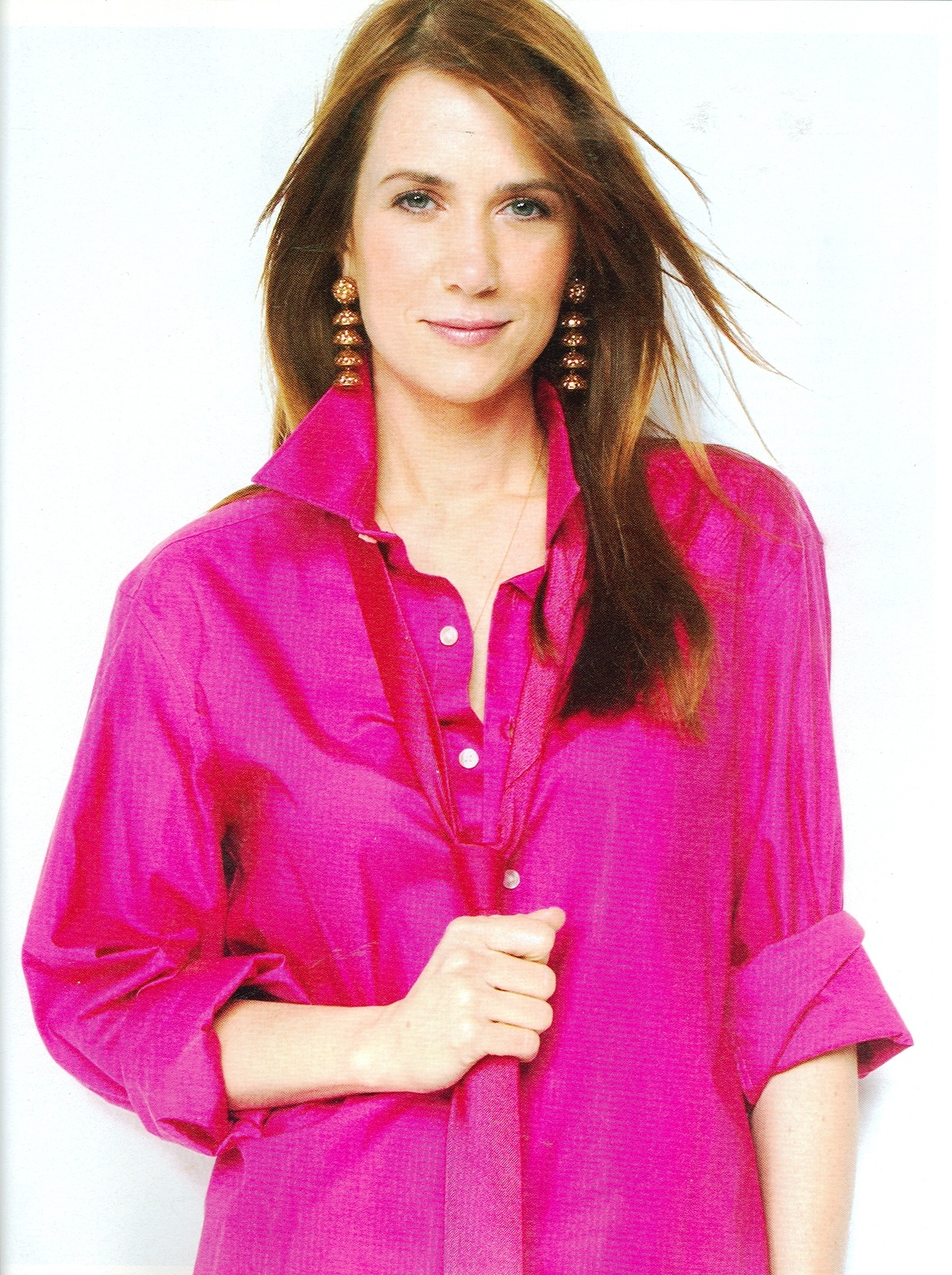
Portrait de Kristen Wiig, paru dans le magazine Paper, en 2009.

L'idée de l'écriture du scénario de Mes meilleures amies est venue d'une proposition du producteur, réalisateur et scénariste à succès Judd Apatow : en effet, ce dernier a fait tourner l'actrice Kristen Wiig dans En cloque, mode d'emploi, dans lequel elle incarne la patronne du personnage principal féminin, interprété par Katherine Heigl et lui propose d'écrire un scénario, car il aimait le style d'humour de Wiig et pensait qu'elle méritait d'être la vedette d'un film. Apatow lui demandant si elle avait des propositions à faire concernant un sujet, Wiig lui parle d'une histoire de demoiselles d'honneur, qu'elle avait travaillé avec son amie de longue date, Annie Mumolo, rencontrée dans la troupe d'improvisation théâtrale The Groundlings. Avec l'aide de cette dernière, l'actrice va travailler sur le script.

« Nous y étions entrées à la même époque et avons commencé à écrire ensemble. Le tandem a tout de suite bien fonctionné, sans bataille d’égo, sans conflit sur les contenus des sketches. Notre relation est basée sur le respect. Annie est une de mes meilleures amies. […] J’ai appelé Annie pour savoir si elle était disposée à écrire quelque chose avec moi. Elle avait déjà une idée en tête, dont nous avions parlé ensemble, et était partante. »

— Kristen Wiig.
L'écriture du scénario débute en 2006,. L'idée de départ vient de Mumolo qui a fait souvent office de demoiselle d'honneur, ce qui la mettait en rogne, se comportant de « façon assez roublarde, ». À partir des tribulations de la jeune femme, les deux scénaristes ont posé les bases de ce qu'allait devenir Mes meilleures amies. Après En cloque, mode d'emploi, Kristen Wiig demanda à Annie Mumolo de faire le pitch du film, mot que la seconde, selon elle, « ne connaissait même pas », à Apatow, se bornant à raconter l'histoire dans les grandes lignes.

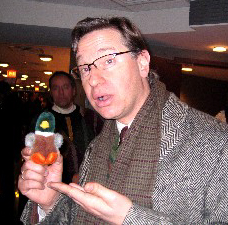
Paul Feig.

Avec leur style commun, celui d'un humour débridé, les deux femmes peaufinent le scénario afin de se démarquer de divers sous-genres de comédies et d'histoires d'amour : selon Wiig, le film « se focalise sur une réalité vécue par de nombreuses femmes : les préparatifs d’un mariage et les comportements exigés dans ces circonstances » ajoutant que « cela implique quantité de règles… et autant d’embêtements potentiels » . Elle raconte une anecdote concernant sa partenaire d'écriture, la fois où elle a reçu un mail la conviant à un enterrement de vie de jeune fille pour lequel elle devait débourser 2 500 $US,. Mumolo ajoute qu'elles ont « bien sûr embelli ces anecdotes avec l’idée d’en tirer une comédie caustique, forte en gueule, montrant comment les femmes se conduisent entre elles » et que c'est « un film où elles ne seraient pas toujours à leur avantage, pas toujours bien coiffées, pas toujours bien maquillées, et où il leur arriverait quantité de mésaventures.»
Au fil de l'écriture, Wiig, travaillant à New York sur le Saturday Night Live, et Mumolo, faisant des rectifications à Los Angeles, se rencontrent les week-ends afin de mener des lectures organisées du projet pour Apatow pour obtenir ses suggestions et remarques.
Plusieurs noms ont été avancés pour la réalisation : Greg Mottola, Todd Phillips, David Gordon Green, David Wain et Jake Kasdan, mais aucun n'étaient disponibles. Anne Fletcher a été la seule réalisatrice à être approchée pour le mettre en scène, mais ne fut pas choisie. Le choix s'est finalement porté sur Paul Feig, créateur de la série télévisée Freaks and Geeks et réalisateur de plusieurs épisodes de The Office, qui est également un ami de longue date d'Apatow. Feig avait déjà fait tourner Wiig quelques années auparavant dans Enfants non accompagnés, dans lequel elle incarnait une « mère limite pétasse ». Elle considère que Feig « n'est pas seulement talentueux et incroyablement drôle, il a un vrai don pour la comédie », tout en ajoutant qu'« il est en outre d’une patience angélique et d’une grande ouverture d’esprit » et que « toutes les filles l’adorent ». De plus, elle n'imaginait pas personne d'autre que Feig sur ce film. L'avis est partagé par Apatow, puisqu'il dit qu'il « est très doué pour donner un ancrage réaliste à une scène sans rien lui enlever de son potentiel comique, ce qui est sans doute la chose la plus compliquée au monde »  et que « cela suppose qu’on s’attache de façon continue aux personnages tout en saisissant un maximum d’occasions de les précipiter dans des situations grotesques».

### Choix des rôles
Le rôle du personnage central et pivot du film, Annie Walker, est confié à Kristen Wiig, déjà scénariste et de coproductrice du film. Pour Feig, c'est « l’itinéraire d’une reconquête », il ajoute que Wiig apporte à cette histoire « sa propre humanité et cette capacité si rare qu'elle a de jouer aussi bien en demi-teinte que dans un style totalement déjanté ».

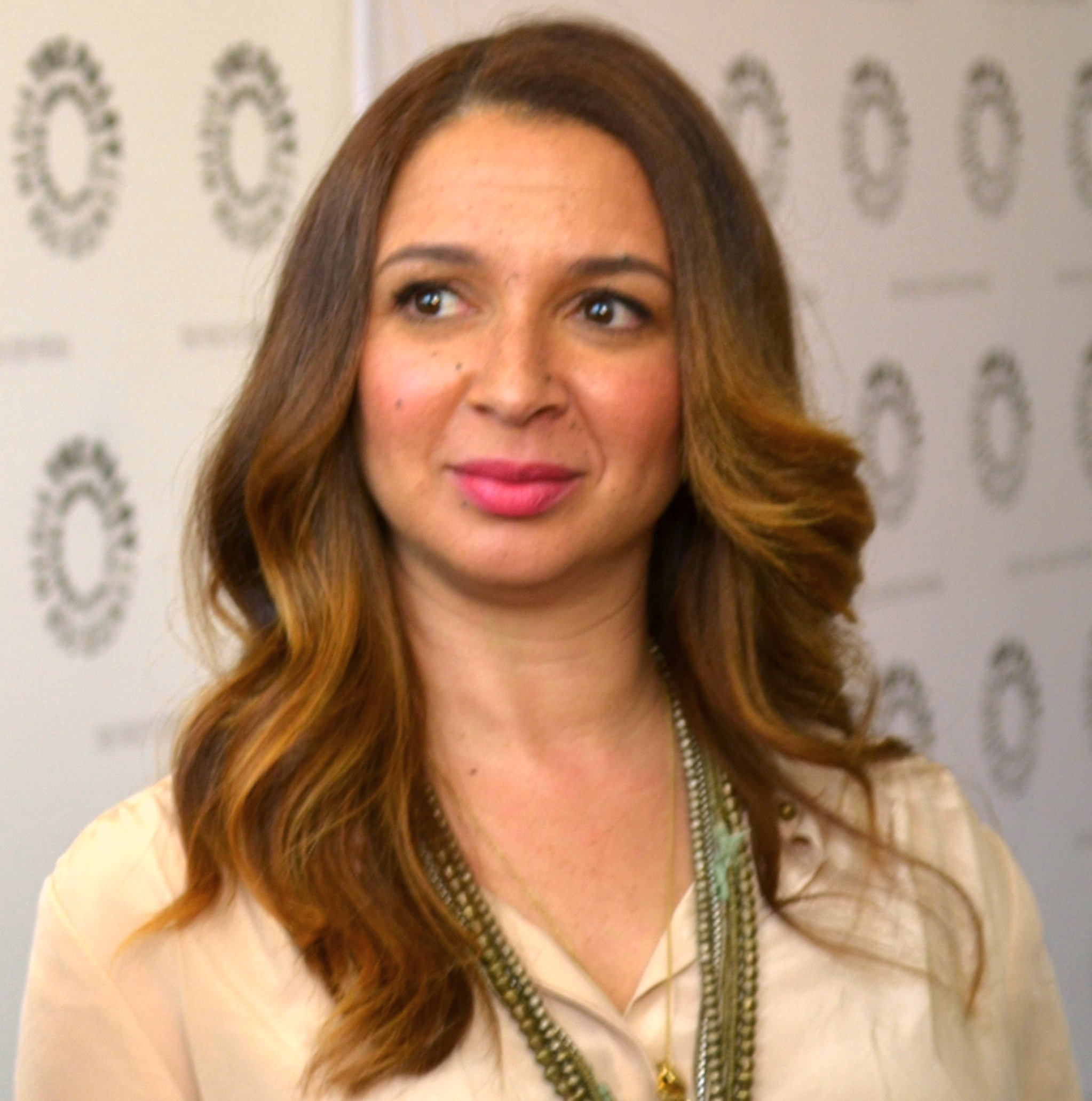
Maya Rudolph.

Il précise que chez elle, « la plus grande folie est toujours ancrée dans le réel et émane d’une sensibilité authentique. ». Le rôle de Lillian, la future mariée et amie d'Annie, est donnée à Maya Rudolph, ancienne comparse de Wiig au Saturday Night Live.

« Quand on se connaît aussi bien que nous deux, on parle le plus souvent par allusions »

— Maya Rudolph.
.
Pour interpréter les quatre demoiselles d'honneur, les producteurs font un minutieux casting car ces rôles furent écrits avec le même souci du détail, et dans l'intention de diversifier ces personnages en évitant les stéréotypes. Selon Wiig, « des centaines de films dépeignent des femmes parfaites, 100 % féminines, mais cruellement réduites à des archétypes […] alors qu’il y a tant d’actrices comiques capables d’incarner des multitudes de personnages ». Pour elle et Mumolo, « c'était donc très gratifiant [...] d’écrire pour elles et de contribuer à ce casting ». Apatow ajoute qu'il s'agit d'« un film de groupe » et que « ce genre est très difficile à écrire tant que tous les rôles n’ont pas été attribués.» Pour lui, « le plus plaisant, dans ce casting, a été d’auditionner toutes les actrices comiques de la ville pour aboutir à ce quatuor ». Avec le réalisateur, ils ont passé quelques semaines à communication qui leur ont fait rire et qui ont amusé les autres.

« Il est présent à tout instant dans le film. Combien de fois a-t-on la chance de rencontrer quelqu’un qui a la même vision du monde ? »

— Judd Apatow

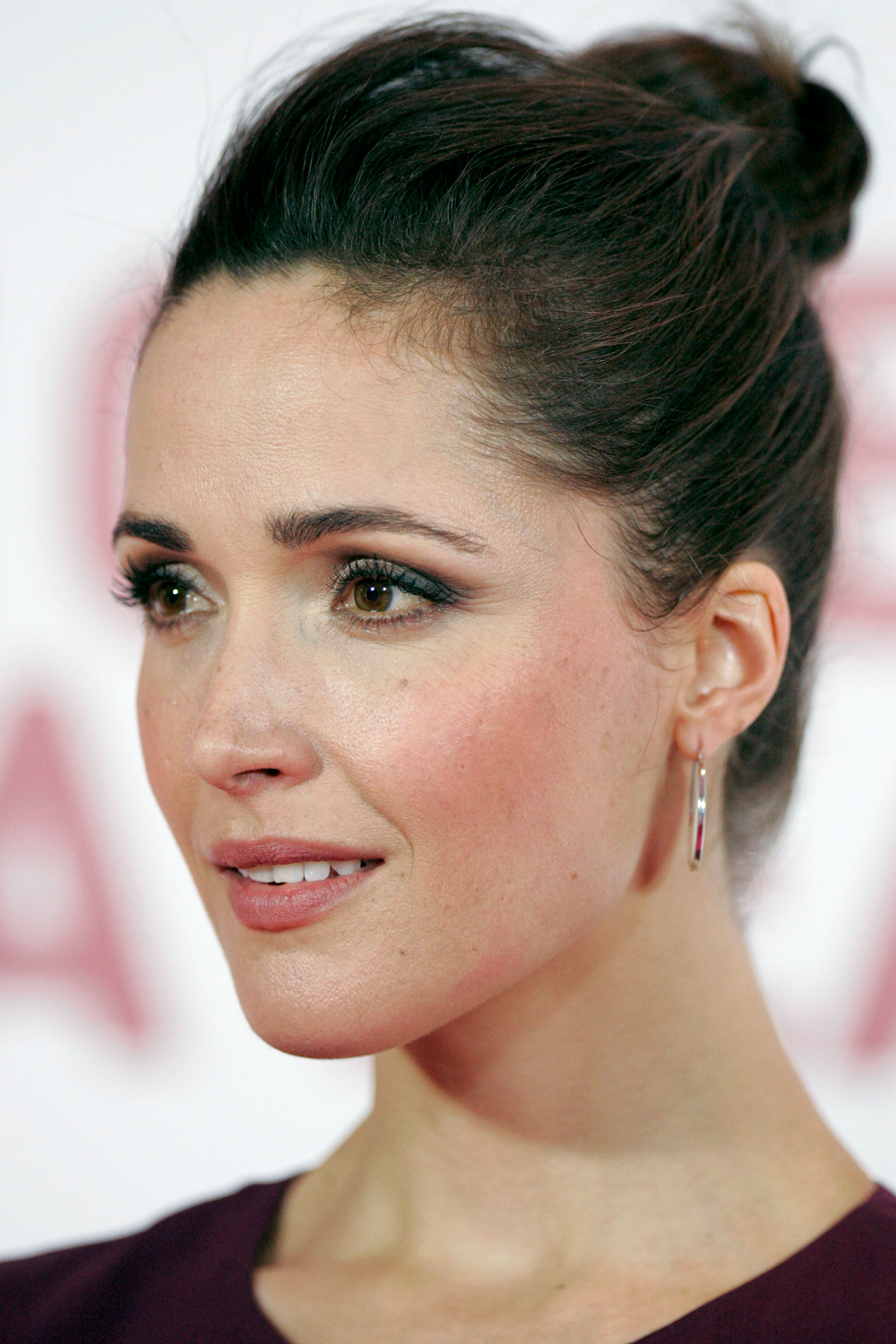
Rose Byrne.

Le personnage de la demoiselle d'honneur ultra-snob Helen Harris échut à l'actrice australienne Rose Byrne, connue notamment grâce à la série Damages, qui avait joué dans la précédente production d'Apatow, American Trip. Le producteur demanda au réalisateur de visionner les scènes de Byrne, alors en montage, qui fut « soufflé » par l'humour qu'elle mettait dans ce personnage.

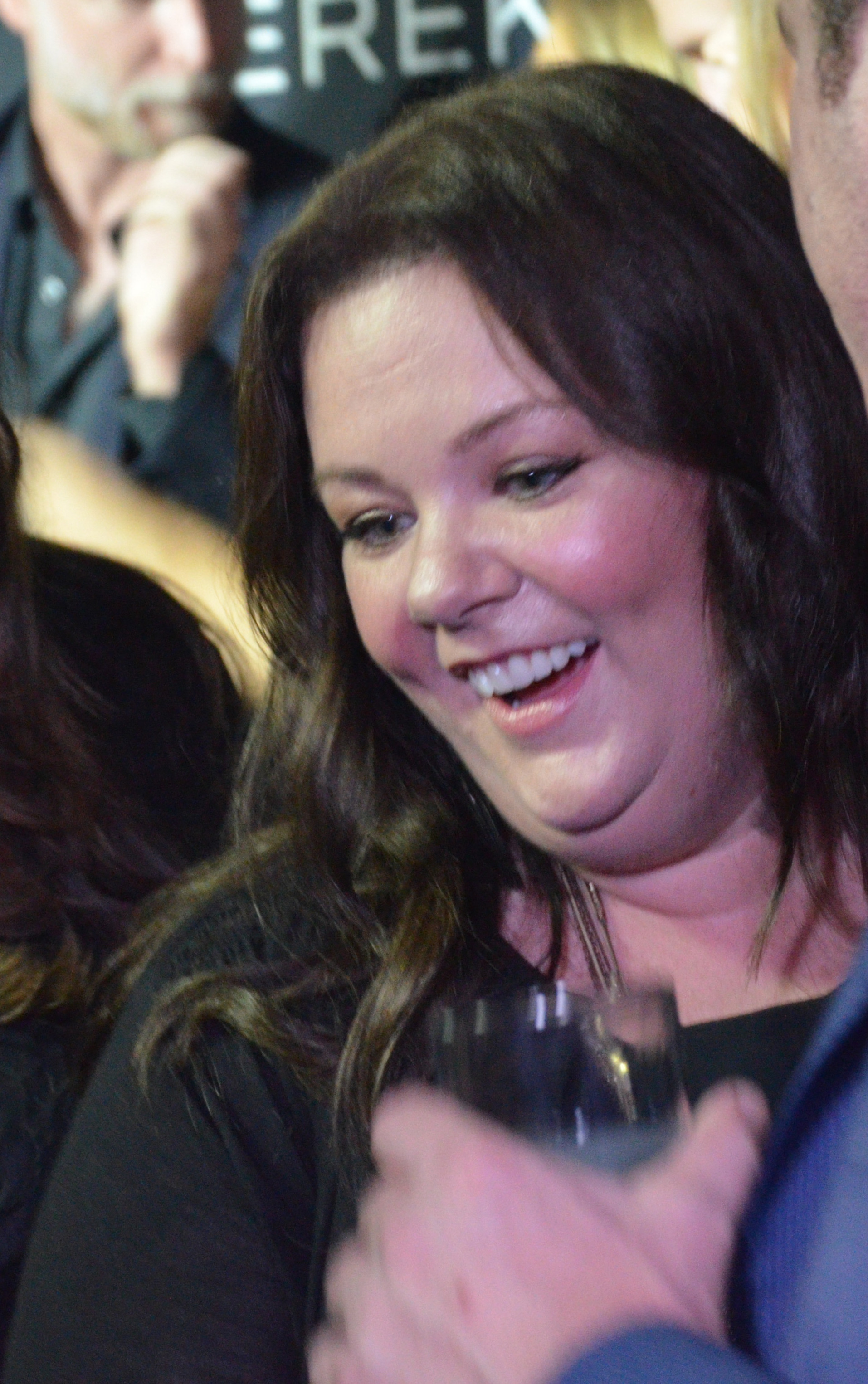
Melissa McCarthy.

D'abord pressentie pour jouer un autre rôle, elle demanda de jouer ce rôle de garce, car pour elle, « il est rare qu’un scénario confronte ainsi un groupe de femmes intelligentes et drôles à des situations ordinaires » et que ce personnage l'enchantait par ses excès et se demandait à chaque page si le personnage arriverait à se surpasser, et ne fut jamais déçue, car ça « allait de pire en pire ! »
Pour incarner Megan, la future belle-sœur de Lillian et électron libre du groupe, la production a choisi Melissa McCarthy, révélée par la série Gilmore Girls, qui est une amie de Mumolo et Wiig et également membre de la troupe de The Groundlings. Le personnage est basé sur un autre personnage créé par Mumolo à l'époque de The Groundlings et réécrit par la suite pour le long-métrage.

« Megan est un bulldozer. Je l’adore. J’ai voulu qu’elle ait une allure aussi peu féminine que possible, à l’exception de ses ongles vernis et de ses perles. Elle peut paraître folle, mais c’est elle la plus heureuse du groupe. Elle a tous les hommes qu’elle veut, elle est positive en toutes circonstances, elle gère bien sa vie »

— Melissa McCarthy
Rita, ménagère en colère, cousine de Lillian, est jouée par Wendi McLendon-Covey, connue notamment grâce à son rôle dans Reno 911, n'appelez pas ! et également membre de The Groundlings à l'époque où les deux scénaristes y faisaient leurs armes. Le rôle fut écrit pour elle, celui d'une « femme d’une franchise redoutable, totalement indifférente au jugement d’autrui […] [elle] se plaint constamment de son mariage, mais en est fort satisfaite ». Wiig ajoute que l'actrice « est tellement douée pour l'improvisation qu'elle n'a pas cessé d'enrichir le personnage ». Feig, les producteurs et Mumolo, furent eux aussi comblés par les trouvailles de l’actrice et ses sorties dévastatrices sur la sacro-sainte institution du mariage et sur le fardeau que représentent les enfants : 

« Rita est entourée de trois fils qui sont des monstres d’égoïsme et d’un mari dont la fringale sexuelle n’a fait que grandir au fil des ans. Elle a l’impression d’être un paillasson et de consacrer tout son temps à la lessive et au nettoyage. »

— Wendi McLendon-Covey
Ellie Kemper, qui fut membre de la troupe d'improvisation Upright Citizens Brigade Theatre et qui est connue pour avoir incarné la nouvelle réceptionniste dans la série The Office, obtient le rôle de Becca, une jeune ingénue.
|                                       |  |  |
| Wendi McLendon-Covey et Ellie Kemper. |  |  |

Feig, qui avait travaillé avec la jeune comédienne sur la série au même moment que McLendon-Covey, trouve qu'elle « a quelque chose de profondément drôle en elle », ce qui a  pu lui permettre d’entrer aussitôt dans le personnage.

« J’ai connu des femmes du même style. J’aime beaucoup l’idée que toutes ces demoiselles d’honneur sont liées à Lillian et lui sont chères tout en étant incapables d’accomplir ensemble la tâche qui leur est dévolue »

— Ellie Kemper
 À noter que Kemper a également joué un rôle de moindre importance dans American Trip.
Jon Hamm a choisi de tourner la comédie pour casser son image donnée par la série Mad Men, dans laquelle il est l'un des acteurs principaux, en devenant l'amant d'Annie. Fait amusant, ce dernier a été professeur d'art dramatique d'Ellie Kemper à la John Burroughs School (en) à Saint-Louis (Missouri). Mes meilleures amies marque également le dernier rôle au cinéma de l'actrice Jill Clayburgh, décédée d'une leucémie en novembre 2010.
Paul Rudd a également tourné des scènes du film, mais elles furent coupées du montage final, elles sont visibles dans les bonus « scènes coupées » du DVD du film.
Le casting a passé deux semaines à improviser les uns avec les autres, et certaines scènes furent incorporées dans le film.

### Tournage
Doté d'un budget de 32,5 millions de dollars, Mes meilleures amies est tourné à Los Angeles, en Californie, bien que l'action du film se déroule dans les villes de Milwaukee et Chicago. Le chef décorateur Jefferson Sage, qui travaille avec Apatow et Feig depuis Freaks and Geeks, a déclaré que le premier fait qui suscita son intérêt au projet, c'est « que vous avez deux mondes disparates : il y a le monde d'Annie à Milwaukee, puis il y a le monde d'Helen à Chicago »,. Il a été immédiatement attiré par la dichotomie entre la rivalité qui s'est développée entre les deux femmes. Toutefois, Sage a reconnu la difficulté de trouver « l'architecture » qui lui donnerait un monde du Midwest, ajoutant que Chicago est une ville magnifique avec une caractéristique architecturale dont les prises de vues restreintes du centre-ville de Los Angeles donnent l'impression d'être à Chicago.
La production décida d'utiliser l'arboretum et jardin botanique du comté de Los Angeles comme emplacement pour le mariage de Lillian et de Dougie,.
Pour les scènes additionnelles d'Annie aux côtés de l'officier Rhodes, sur les routes entre Milwaukee et Chicago, ont été tournées à Oxnard, en Californie, décrites par le chef décorateur comme une « zone de verdure large, plate et à l'écart des montagnes ».

### Musique
La musique du film a été confiée au compositeur Michael Andrews, à qui on doit la bande originale du film Donnie Darko, mais aussi de la troisième réalisation de Judd Apatow, Funny People et la supervision de la musique fut confiée à un habitué des productions d'Apatow, Jonathan Karp. Mais Mes Meilleures amies a utilisé des titres pour la plupart connus d'artistes comme Blondie, AC/DC, Dr. Dre, Ice Cube et le groupe Wilson Phillips (qui fait une apparition à la fin du long-métrage) :
- Rip Her To Shreds, interprété par Blondie
- Specks Blues, interprété par Specks Williams
- Blister in the Sun, interprété par Nouvelle Vague
- Dirty Deeds Done Dirt Cheap, interprété par AC/DC
- Do Wah Doo, interprété par Kate Nash
- I've Just Begun (Having My Fun), interprété par Britney Spears
- My Love Is Your Love (Forever), interprété par Smokey Robinson & The Miracles
- Violet, interprété par Hole
- Answering Bell, interprété par Ryan Adams
- Natural Born Killaz, interprété par Dr. Dre et Ice Cube
- Hold On, interprété par Wilson Phillips

La bande originale du film, composée de titres déjà existants et de musique écrites pour le film, est sortie le 10 mai 2011.

## Accueil

### Accueil critique
Mes meilleures amies a dans l'ensemble reçu des critiques favorables dans les pays anglophones, obtenant un pourcentage de 90 % sur le site Rotten Tomatoes, avec une note moyenne de 7.6⁄10 et une moyenne de 75⁄100 sur le site Metacritic . Le site Screenrush, ayant recensé treize titres de presse, lui attribue une note moyenne de 3.9⁄5. Roger Ebert lui attribue , soit 3.5⁄4. Jeff Bayer, de The Scorecard Review, a déclaré que Mes meilleures amies est la « meilleure comédie féminine classé R de tous les temps.»
Le long-métrage figure dans le top 10 des meilleurs films de l'année 2011 de plusieurs critiques ou titres de presse : 
- TV Guide : 1er[29]
- Lisa Schwarzbaum ,Entertainment Weekly : 2e[29]
- Owen Gleiberman, Entertainment Weekly : 3e[29]
- Kyle Smith, New York Post : 3e[29]
- Peter Paras, E! Online : 3e[30]
- MTV : 4e[29]
- Robbie Collin, The Telegraph : 5e[29]
- Satya Nagendra Padala, International Business Times : 6e[31]
- Empire Magazine : 8e[29]
- Simon Kinnear, Total Film : 9e[29]

En France, le site AlloCiné, ayant recensé vingt titres de presse, lui attribue une note moyenne de 3.8⁄5. Parmi les critiques positives, Isabelle Reigner, du Monde, attribue « l'extraordinaire réussite de cette comédie » à Kristen Wiig qui « donne sa pleine mesure dans une série de solos inouïs qui confèrent au film sa tonalité si particulière, étonnante alliance d'outrance et de grâce, où le burlesque emprunte aussi bien au registre scatologique qu'à une féerie un peu lunaire». Pierre Eisenreich de Positif qualifie le long-métrage de l'« une des plus épatantes comédies de l'année et restera pour son humour conjugué au féminin, trop rare pour ne pas être salué». Philippe Jambet du magazine Première ajoute qu'en plus d'être « émouvant, trash et très, très drôle », Mes meilleures amies est « est une merveilleuse série concentrée sur deux heures ».
La prestation des autres actrices, notamment celle de Melissa McCarthy, qualifiée de « déjantée » par le magazine Elle, est saluée par la critique. Le film est également comparé au film Very Bad Trip par plusieurs commentaires, notamment par Libération.
Le magazine Studio Ciné Live a émis deux avis : commentant le film positivement, Thierry Chèze note que « ce comique de situation physique et scatologique fait mouche car, en parallèle, une empathie se crée avec ces personnages et leurs failles qui les poussent à ces extravagances. Et, à sa manière, il donne naissance à un étonnant manifeste féministe ! », mais Clément Sautet émet un commentaire négatif en écrivant que « si la touche de Judd Apatow — ici producteur — est clairement identifiable, il ne faut pas plus de quinze minutes au réalisateur […] pour partir en vrille et faire sombrer le film dans la potacherie de mauvais goût », ajoutant qu'il faut peut-être « aimer l'humour « pipi caca » pour en apprécier toutes les subtilités »  et que « le pathétique périple qui mène au mariage s'éternise dans un crescendo de bouffonneries où Feig n'a que la (bonne) idée de faire de Melissa McCarty un simili-Galifianakis », ce qui ne suffit pas selon lui.

### Box-office
| Pays ou région | Box-office      | Date d'arrêt du box-office | Nombre de semaines |
| -------------- | --------------- | -------------------------- | ------------------ |
| États-Unis     | 169 106 725 $   | 29 septembre 2011          | 20                 |
| France         | 557 712 entrées | 28 septembre 2011          | 8                  |
| Mondial        | 288 383 523 $   | —                          | —                  |

Tourné avec un budget modeste et porté exclusivement par son casting principal exclusivement féminin, Mes meilleures amies a rencontré un énorme succès surprise au box-office américain mais aussi mondial, se payant le luxe de dépasser une précédente production de Judd Apatow, En cloque, mode d'emploi, sorti en 2007, devenant ainsi la comédie All Girl  la plus rentable sur le territoire américain, dépassant le film Sex and the City, le film et ses 152 647 258 $ de recettes aux États-Unis,.
Lors de son premier week-end d'exploitation en salles, le film prend à la seconde place du box-office américain avec 26 247 410 $, position gardée pour sa première semaine avec 38 459 240 $, dans une combinaison de départ 2,918 salles diffusant le film, la combinaison maximale atteindra 2 958 salles en troisième semaine,. Au cours des semaines suivantes, sa position au box-office reste stable, parvenant à dépasser son budget, tout en engrangeant 113 749 575 $ en quatrième semaine et restant dans le top 10, avant de finir son exploitation après vingt semaines à l'affiche avec un total de 169 106 725 $ de recettes,. Ce succès se confirme dans les pays étrangers, notamment en Australie et au Royaume-Uni, qui ont engrangé des recettes dépassant les 20 000 000 $, avec un total de plus de 120 400 000 $ au box-office international (excepté les États-Unis), portant le total à 289 632 023 $ au box-office mondial.
En France, Mes meilleures amies connaît une distribution maximale de 275 copies, plus importante que certaines productions d'Apatow  et parvient à faire un bon démarrage en première semaine avec 222 753 entrées , faisant mieux que 40 ans, toujours puceau, production d'Apatow, sorti en 2005, qui, durant la même période, démarrait avec 205 065 entrées en première semaine. Après huit semaines resté en salles, Mes meilleures amies finit son exploitation avec 557 712 entrées , demeurant à ce jour l'un des plus grands succès d'un film produit Apatow Productions sur le territoire français.

### Exploitation ultérieure: DVD et Blu-ray
Le DVD et le Blu-ray du film sont sortis aux États-Unis le 20 septembre 2011. Le DVD comprend notamment la version sorti en salles et la version non censurée, les commentaires audio des actrices, scénaristes et réalisateur, un bêtisier, des scènes coupées et des scènes allongées et alternatives. Le Blu-Ray dispose du même contenu que le DVD avec d'autres scènes supplémentaires et étendues,. Le DVD du film s'est vendu à 4,4 millions d'unités, soit 60,5 millions de dollars, en neuf semaines sur le territoire américain. Le DVD américain contient deux versions de Mes meilleures amies : la version sortie en salles et la version non censurée, allongant le film de 6 minutes avec quatre scènes supplémentaires ajoutées au montage initial. 
En France, le DVD et le Blu-Ray sont sortis le 14 décembre 2011 chez Universal dans sa version sortie en salles,, tandis que la version non censurée, inédite en France, sort d'abord dans le coffret Apatow Productions, 3 comédies cultes chez Elephant Films en DVD et Blu-ray le 19 novembre 2024, puis individuellement le 25 février 2025. Cette version non censurée n'est disponible en français qu'avec le doublage québécois.
Récemment, Mes meilleures amies est devenu le film le plus vu en VOD (vidéo à la demande) avec 4,8 millions de demandes en 4 mois, s'ajoutant aux 100 millions de dollars rien que pour le DVD et le Blu-ray,.

### Une suite envisagée
Vu l’énorme succès du film, Universal envisagerait une suite à Mes meilleures amies, mais Kristen Wiig ne souhaiterait pas la faire, travaillant sur un autre projet avec sa complice Annie Mumolo, de même que le producteur du film, Judd Apatow ne semble guère être emballé par l'idée d'un second volet qui se ferait sans le duo de scénaristes, annonçant toutefois ne vouloir le faire que si l’idée « est aussi bonne ou meilleure que celle du premier opus ». Le refus de Wiig s'expliquerait peut-être par un conflit entre Universal et l'actrice : selon Hollywood Reporter, les six actrices principales du film ont touché la somme de 100 000 $ comme bonus en plus de leurs cachets, malgré le fait du triomphe surprise du long-métrage,. Les studios auraient fait une offre à l'actrice d'une somme à huit chiffres, qu'elle a déclinée.
Mais selon Wendi McLendon-Covey, une autre des six actrices principaux, les propos de Wiig ont été mal interprétés : « Elle n’a jamais dit qu’elle ne voulait pas le faire. Tout ce qu’elle a dit est qu’elle ne travaillait pas sur ce projet tout de suite car on lui a donné l’opportunité d’écrire et de réaliser son propre film. Donc, elle s’occupe d’abord de ça. Je pense qu’elle attend pour se présenter avec une idée tout aussi bonne que celle du premier film. »,,
Après plusieurs jours de rumeurs, Kristen Wiig a déclaré dans une interview sur E! Online en janvier 2012 : « Rien n’est prévu. L’expérience du film a été vraiment spéciale, mais nous sommes très excitées à l’idée de faire autre chose,,.»

## Distinctions
Le film a remporté onze distinctions et fut nommé à quarante-quatre autres prix. Il est nommé également à deux reprises à la 69e cérémonie des Golden Globes , mais a perdu face à The Artist, nommé dans les mêmes catégories. Le long-métrage a également été nommé à deux reprises aux Oscars lors de la 84e cérémonie, mais n'a remporté aucune récompense.
| Prix                                          | Cérémonie ou récompense                               | Lauréat(es)                                 | Résultat(s) |
| --------------------------------------------- | ----------------------------------------------------- | ------------------------------------------- | ----------- |
| American Film Institute                       | Film de l'année                                       |                                             | Lauréat     |
| Academy Awards                                | Oscar de la meilleure actrice dans un second rôle     | Melissa McCarthy                            | Nomination  |
| Academy Awards                                | Oscar du meilleur scénario original                   | Kristen Wiig, Annie Mumolo                  | Nomination  |
| Critics' Choice Movie Awards                  | Meilleure actrice dans un second rôle                 | Melissa McCarthy                            | Nomination  |
| Critics' Choice Movie Awards                  | Meilleure distribution d'ensemble                     |                                             | Nomination  |
| Critics' Choice Movie Awards                  | Meilleure comédie                                     |                                             | Lauréat     |
| Detroit Film Critics Society                  | Breakthrough Performance                              | Melissa McCarthy                            | Nomination  |
| Golden Globe Awards                           | Meilleur film musical ou comédie                      |                                             | Nomination  |
| Golden Globe Awards                           | Meilleure actrice dans un film musical ou une comédie | Kristen Wiig                                | Nomination  |
| Las Vegas Film Critics Society                | Meilleure actrice dans un second rôle                 | Melissa McCarthy                            | Lauréat     |
| New York Film Critics Online                  | Meilleure distribution d'ensemble                     |                                             | Lauréat     |
| New York Film Critics Online                  | Meilleure actrice dans un second rôle                 | Melissa McCarthy                            | Lauréat     |
| NewNowNext Awards                             | Next Must-See Movie                                   |                                             | Lauréat     |
| Online Film Critics Society                   | Meilleure actrice dans un second rôle                 | Melissa McCarthy                            | Nomination  |
| People's Choice Awards                        | Meilleure comédie                                     |                                             | Lauréat     |
| People's Choice Awards                        | Meilleure distribution d'ensemble                     |                                             | Nomination  |
| Producers Guild of America Awards             | Outstanding Producer of Theatrical Motion Pictures    | Judd Apatow, Barry Mendel, Clayton Townsend | Nomination  |
| Screen Actors Guild Awards                    | Meilleure distribution d'ensemble                     |                                             | Nomination  |
| Screen Actors Guild Awards                    | Meilleure actrice dans un second rôle                 | Melissa McCarthy                            | Nomination  |
| Teen Choice Awards                            | Meilleure comédie                                     |                                             | Nomination  |
| Teen Choice Awards                            | Meilleure actrice dans une comédie                    | Kristen Wiig                                | Nomination  |
| Teen Choice Awards                            | Meilleure actrice dans une comédie                    | Maya Rudolph                                | Nomination  |
| Teen Choice Awards                            | Personnalité la plus Agaçante de l'année au Cinéma    | Kristen Wiig                                | Nomination  |
| Teen Choice Awards                            | « Voleuse » de scène                                  | Melissa McCarthy                            | Nomination  |
| Washington D.C. Area Film Critics Association | Meilleure distribution d'ensemble                     |                                             | Lauréat     |
| Washington D.C. Area Film Critics Association | Meilleure actrice dans un second rôle                 | Melissa McCarthy                            | Nomination  |
| Washington D.C. Area Film Critics Association | Meilleur scénario original                            | Annie Mumolo et Kristen Wiig                | Nomination  |

### 1. Humour frais et irrévérencieux
Le film se distingue par des situations comiques décalées et une écriture intelligente. Les scènes mémorables, comme celle de la préparation d’un enterrement de vie de jeune fille, ajoutant une touche d’authenticité et d’absurdité.

### 2. Performances des actrices
Kristen wiig, en tant que protagoniste, offre une performance nuancée qui allie vulnérabilité et humour. Le casting, qui inclut également Maya Rudolph, Melissa McCarthy et Rose Byrne, est exceptionnel, chaque personnage apportant sa propre couleur à l’histoire.

### 3. Thèmes universels
Le film aborde des thèmes tels que l’amitié, la rivalité, et la pression sociale liée aux attentes de mariage, qui résonnent chez un large public. Il traite avec sensibilité des insécurités et des défis auxquels sont confrontées les femmes.

### 4. Casser les stéréotypes
En mettant en avant des femmes qui ne correspondent pas aux normes de beauté traditionnelles et qui vivent diverses expériences, le film redéfinit le genre de la comédie romantique.

### 1. Pacing inégal
Certains spectateurs ont remarqué que le rythme du film pouvait être inégal, avec quelques longueurs dans le développement de l’intrigue.

### 2. Tonalité parfois trop extrême
L’humour audacieux et les situations embarrassantes peuvent ne pas convenir à tous les goûts, suscitant parfois des réactions mitigées.

### Conclusion
’’ Mes meilleures amies’’ est une comédie qui a su secouer le paysage cinématographique en donnant une voix authentique aux femmes. Sa combinaison d’humour, de performances solides et de thèmes universels en fait un film incontournable pour ceux qui reçoivent les comédies plus matures et réalistes. C’est un excellent choix pour une soirée entre amis, offrant à la fois des rires et une réflexion sur les relations.